# Giordano Caini
Giordano Caini (Brescia, 28 marzo 1969) è un allenatore di calcio ed ex calciatore italiano, di ruolo difensore.

## Caratteristiche tecniche
Giocava come terzino sinistro; in alcune occasioni è stato utilizzato anche come centrale di difesa. Giocatore grintoso, eccedeva talvolta nel gioco falloso.

## Carriera

### Giocatore
Cresciuto nel Brescia (con cui disputa una sola gara di Coppa Italia, il 23 agosto 1989 contro la Cremonese), gioca quattro campionati tra Serie C2 e Serie C1 con le maglie di Centese, Pro Sesto e Catania. Con i siciliani disputa il campionato di Serie C1 1991-1992, l'ultimo prima della radiazione degli etnei. Nell'estate 1992 passa al Foggia per circa 800 milioni di lire, dopo l'intervento di Pasquale Casillo che lo dirotta dal Bologna ai pugliesi. In quella stagione la formazione di Zdeněk Zeman viene rivoluzionata con l'acquisto di numerosi giovani dalle serie minori, e Caini disputa all'esordio 22 partite. Nelle due stagioni successive si ritaglia spazi sempre maggiori, con Zeman prima e Catuzzi poi, diventando stabilmente titolare nel ruolo di terzino sinistro nel campionato Serie A 1994-1995, concluso con la retrocessione; nella stessa annata raggiunge con il Foggia la semifinale di Coppa Italia, realizzando il gol decisivo ai quarti contro l'Inter.
Prima della fine del campionato viene acquistato dalla Reggiana, anch'essa retrocessa. Con i granata disputa tre stagioni, conquistando la promozione in Serie A al termine del campionato 1995-1996, e retrocedendo nuovamente nella stagione successiva. Nel 1998, dopo un ulteriore campionato cadetto, si trasferisce al Piacenza, con cui firma un contratto biennale. Acquistato come riserva di Gian Paolo Manighetti, nel corso della stagione diventa la terza scelta per il ruolo di terzino, dopo lo stesso Manighetti e Gianluca Lamacchi, anche a causa di diversi infortuni, e disputa in tutto 6 partite di campionato. Nella stagione 1999-2000 gioca un'unica partita, nuovamente condizionato dagli infortuni e dalla situazione tecnica della squadra, che termina all'ultimo posto.
Svincolatosi dopo la retrocessione, sceglie di riavvicinarsi a casa e scende in Serie D al Rodengo Saiano; conclude la carriera nel Salò, con cui disputa sei campionati consecutivi conquistando la promozione in Serie D e la Coppa Italia Dilettanti, entrambi nella stagione 2003-2004.

### Allenatore
Al termine della carriera come giocatore, rimane al Salò come allenatore in seconda, ruolo che ricopre anche dopo la fusione con il Feralpi Lonato che dà origine al Feralpi Salò. Abbandona l'incarico all'inizio della stagione 2011-2012, dopo la sostituzione di Claudio Rastelli con Gian Marco Remondina.

## Palmarès

### Giocatore

#### Competizioni nazionali
- Coppa Italia Dilettanti: 1

Salò: 2003-2004

#### Competizioni regionali
- Eccellenza: 1

Salò: 2003-2004